# Cornukaempferia
Genre
Classification APG III (2009)
Cornukaempferia est un genre de plantes à fleurs de la famille des Zingiberaceae. Il comporte deux espèces qui n'ont été identifiées qu'en Thaïlande.

## Liste d'espèces
Selon World Checklist of Selected Plant Families (WCSP) (16 juil. 2010)
- Cornukaempferia aurantiflora Mood & K.Larsen (1997)
- Cornukaempferia longipetiolata Mood & K.Larsen (1999)

Selon NCBI (16 juil. 2010)
- Cornukaempferia aurantiflora
- Cornukaempferia aff. aurantiflora Mood M91P24
- Cornukaempferia longipetiolata